# Night Passage
Night Passage es un wéstern estadounidense estrenado en 1957, dirigido por James Neilson e interpretado en su principal papel por James Stewart. Su guion está basado en la novela homónima de Norman A. Fox.

## Argumento
Grant MacLaine (James Stewart) se gana la vida tocando el acordeón desde que fue despedido por la empresa ferroviaria. Pero la empresa lo necesita de nuevo cuando los convoyes que transportan la nómina de los trabajadores son asaltados por los bandidos que se esconden en las montañas de la región. A pesar de su pasado de conflictos con la empresa, Grant acepta la misión de transportar él mismo el próximo salario de los trabajadores.

## Intérpretes
- James Stewart como Grant McLaine.
- Audie Murphy como The Utica Kid.
- Dan Duryea como Whitey Harbin.
- Dianne Foster como Charlotte Drew.
- Elaine Stewart como Verna Kimball.
- Brandon deWilde como Joey Adams.
- Jay C. Flippen como Ben Kimball.
- Herbert Anderson como Will Renner.
- Robert J. Wilke como Concho.
- Hugh Beaumont como Jeff Kurth.
- Jack Elam como Shotgun.
- Tommy Cook como Howdy Sladen.
- Paul Fix como Clarence Feeney.
- Olive Carey como Miss Vittles.
- James Flavin como Tim Riley.
- Donald Curtis como Jubilee.
- Ellen Corby como Mrs. Feeney

## Producción
En un principio, el director encargado para la realización de la película fue Anthony Mann. Mann se retiró del proyecto antes de la producción debido a otras obligaciones, aunque algunas fuentes sugieren que pudo haber discrepancias entre él y James Stewart.
En la película, James Stewart interpreta dos canciones: "Follow the River" y "You Can't Get Far Without a Railroad". La música de ambas fue compuesta por Dimitri Tiomkin, quien también compuso la banda sonora del filme. La letra corrió a cargo de Ned Washington.
La película fue una de las primeras rodadas con el sistema Technirama.